# Yachthouse by Pininfarina
Lo Yachthouse by Pininfarina, anche noto come lo Yachthouse Residence Club, è un complesso di due grattacieli gemelli di Balneário Camboriú in Brasile.

## Storia
I lavori di costruzione del complesso, iniziati nel 2017, sono stati completati nel 2023. Le torri hanno raggiunto l'altezza di 281 metri e 81 piani nel 2019, diventando gli edifici più alti del Brasile. Nel 2022, i due edifici sono stati superati dal vicino One Tower, perdendo così il loro primato. Nel 2024, con la costruzione di due pinnacoli di 13 metri, le due torri gemelle hanno raggiunto l'altezza di 294 metri e sono tornate ad essere gli edifici più alti della città e del Brasile.

## Descrizione
Il complesso, che sorge a poca distanza dal lungomare della città di Balneário Camboriú, è composto da due torri gemelle a destinazioni residenziale.